# Kanton Le Tampon-2
Der Kanton Le Tampon-2 ist seit 1949 ein französischer Wahlkreis im Arrondissement Saint-Pierre des Übersee-Départements Réunion. Er umfasst einen Teil der Gemeinde Le Tampon.